# Nukus
Nukus (uzb. cyr. i ros. Нукус; karak. Нөкис, Nókis) – miasto w zachodnim Uzbekistanie, na prawym brzegu Amu-darii, na zachodnim skraju pustyni Kyzył-kum, siedziba administracyjna Republiki Karakałpackiej.
W 1939 r. miasto liczyło ok. 10 tys. mieszkańców, a w roku 1962 – ok. 44 tys. W następnych latach nastąpił szybki wzrost liczby ludności i w 2016 roku liczyło ok. 286,5 tys. mieszkańców. W 1962 r. 30,6% mieszkańców stanowili Karakałpacy, 28,8% Uzbecy, 26,6% Kazachowie. Oprócz nich mieszkali tu Turkmeni, Rosjanie, Tatarzy czy Koreańczycy. W 2016 roku liczyło ok. 286,5 tys. mieszkańców
Ośrodek przemysłu chemicznego, metalowego, materiałów budowlanych, spożywczego i lekkiego. W mieście działa uniwersytet, filia Uzbeckiej Akademii Nauk oraz liczne instytucje kulturalne, m.in.: dwa teatry, muzeum sztuki im. Igora Sawickiego oraz muzeum historyczno-krajoznawcze.
Miejscowość otrzymała prawa miejskie w 1932 roku, a w 1939 roku została ustanowiona stolicą Karakałpackiej ASRR.